# Emissionsfreies Fahrzeug

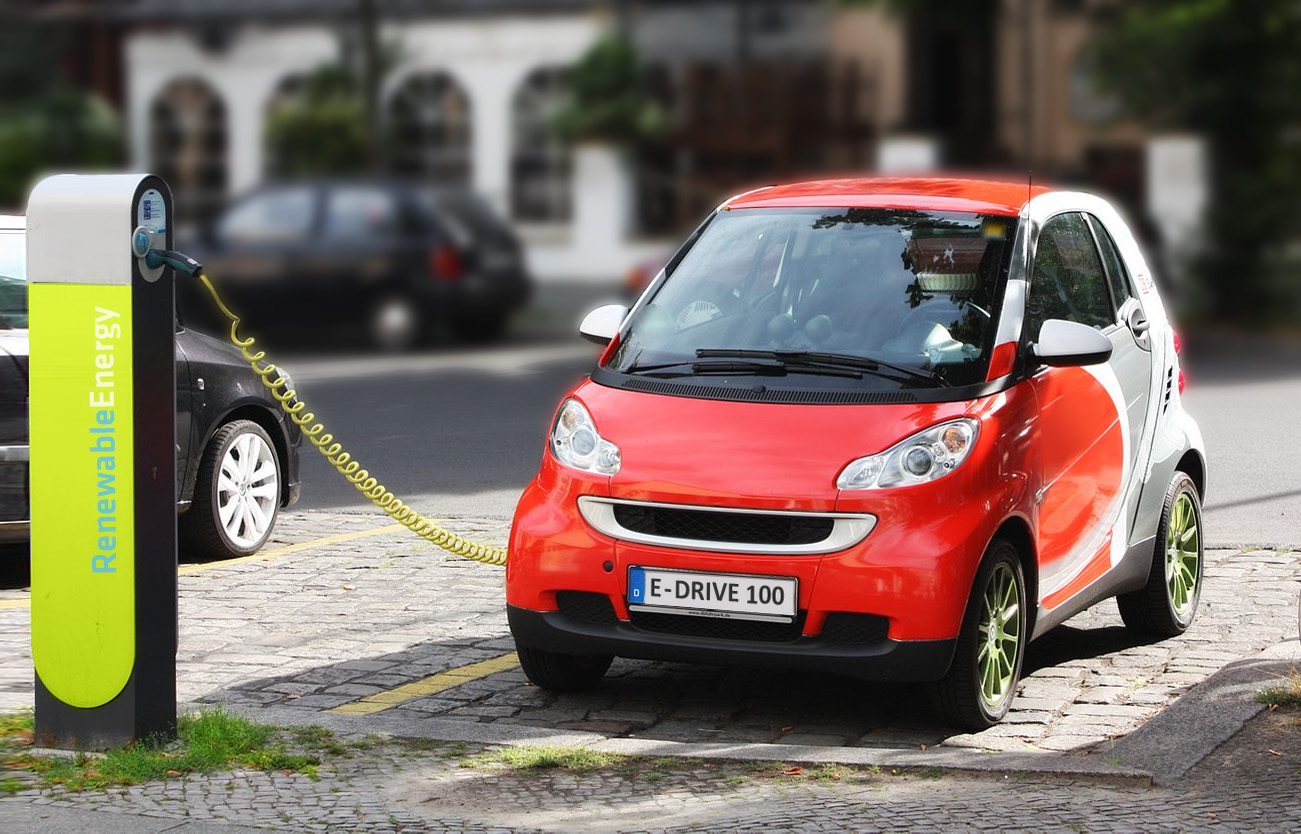
Elektroauto beim Ladevorgang an einer öffentlichen Straße in Berlin

Als emissionsfreies Fahrzeug (auch Null-Emissions-Fahrzeug, englisch Zero Emission Vehicle, kurz ZEV) wird ein Fahrzeug bezeichnet, das keine Schadstoffe, im speziellen Luftschadstoffe, in seine unmittelbare Umgebung abgibt. Diese Definition bezieht sich zumeist auf Kraftfahrzeuge. Als Referenz in diesem Bereich gilt die kalifornische Zero-Emission-Vehicle-Deklaration. Einen umweltpolitischen Anstoß für diese gab und gibt in diesem Zusammenhang die Luftreinhaltung.

## Definition
Häufig werden vor allem muskelkraftbetriebene, brennstoffzellenbetriebene und elektrisch betriebene Fahrzeuge als im Begriff enthalten definiert. Dabei sind auch Schienen-, Luft- und Wasserfahrzeuge eingeschlossen. Das Solarluftschiff LOTTE konnte beispielsweise Anfang der 1990er Jahre Luftgütemessungen durchführen, ohne die Gefahr, die Ergebnisse durch den eigenen Antrieb zu verfälschen.
Je nach Kontext des Begriffes wird auf verschiedene Stoffe Bezug genommen. So fallen in aller Regel Gift- und Schadstoffe, wie Kohlenmonoxid, Stickoxide oder unverbrannte Kohlenwasserstoffe (Kraftstoff) aus Verbrennungsmotoren unter die entsprechenden Regelungen zur Luftreinhaltung. Wasserdampf und klimaschädliche Gase, wie Kohlenstoffdioxid, werden oft jedoch ausgenommen.
Auch andere Emissionen, wie Lärm und Feinstaub (u. a. Brems- und Reifenabrieb), werden nicht berücksichtigt. Dazu kommen die Abgabe von Schmierstoffen und an die Umgebung, Emissionen aus der Primärenergiegewinnung und die Emissionen aus der Herstellung.
Emissionsfreie Fahrzeuge eignen sich sehr gut zum Betrieb innerhalb geschlossener Bereiche, beispielsweise Fabrikhallen.

## Kalifornien
Im US-amerikanischen Bundesstaat Kalifornien ist Zero Emission Vehicle die Bezeichnung für ein emissionsfreies Fahrzeug in der stärksten Ausprägung der Abgasstandards der CARB-Gesetzgebung.

## Kanada und Australien
In Kanada und Australien werden Elektroautos (BEV) und Plug-in-Hybride (PHEV) als Zero Emission Vehicles bezeichnet.